# Internationale Friedensfahrt 1962
Die 15. Internationale Friedensfahrt (Course de la paix) war ein Radrennen, das vom 2. bis 17. Mai 1962 ausgetragen wurde. Das Straßenradrennen verlief über 14 Etappen von Ost-Berlin über Prag nach Warschau und hatte eine Gesamtlänge von 2407 Kilometern. Die Einzelwertung gewann der sowjetische Fahrer Gainan Saidchushin, die Sowjetunion siegte in der Mannschaftswertung.

## Teilnehmer
In Ost-Berlin gingen 121 Fahrer aus 21 Ländern an den Start. Erstmals nahm eine Mannschaft aus Marokko teil, und zum ersten Mal gab es mit Tarek Aboul-Zahab aus dem Libanon einen Einzelteilnehmer. Während der Tour schieden 41 Fahrer aus, unter ihnen auch der Amateurweltmeister von 1960 Bernhard Eckstein aus der DDR-Mannschaft. Folgende Mannschaften bildeten das Fahrerfeld:
| - Ägypten - Belgien - Bulgarien - Dänemark - DDR - Finnland - Frankreich - Großbritannien - Jugoslawien - Marokko | - Niederlande - Norwegen - Österreich - Polen - Rumänien - Schweden - Sowjetunion - Tschechoslowakei - Tunesien - Ungarn |

dazu Tarek Aboul-Zahab, Libanon als Einzelstarter
Für die Mannschaft der DDR waren folgende Fahrer nominiert worden:
| - Klaus Ampler - Bernhard Eckstein - Lothar Höhne | - Klaus Kellermann - Hans Scheibner - Dieter Wiedemann |

## Rennverlauf
Wie bereits im Vorjahr stellte die Sowjetunion die dominierende Mannschaft. Von den 14. Etappen gewannen sowjetische Fahrer neunmal die Tageswertung. Alexej Petrow war allein fünfmal erfolgreich, kam in der Endabrechnung jedoch nur auf den 5. Platz. Die Einzelwertung gewann Gainan Saidchushin aus der Sowjetunion mit zwei Minuten Vorsprung vor seinem Mannschaftskollegen Juri Melichow. Da die Sowjetunion mit Kapitanow (8.) und Tscherepowitsch (10.) weitere zwei Fahrer unter die ersten Zehn brachte, gewann sie auch souverän die Mannschaftswertung.
Anfangs sah es so aus, als könnte der holländische Fahrer Henk Nijdam den sowjetischen Fahrern Paroli bieten. Er hatte das Einzelzeitfahren auf der 5. Etappe souverän gewonnen und trug bis zur 7. Etappe das Gelbe Trikot des Spitzenreiters. Auf der 7. Etappe verlor er aber über sieben Minuten auf den bisherigen Fünften Saidchushin, der nun in der Einzelwertung vorn lag. Während Saidchushin das Gelbe Trikot bis Warschau verteidigen konnte, fiel Nijdam von Etappe zu Etappe zurück und schied schließlich in der 13. Etappe aus. Ein Sieg auf der 7. Etappe und Platz vier in einer Spitzengruppe mit acht Minuten Vorsprung reichte dem Polen Stanisław Gazda in der Endabrechnung zu Platz drei.
Die DDR-Mannschaft trat nach zehn Jahren zum ersten Mal ohne ihren zweifachen Weltmeister Gustav-Adolf Schur an und musste sich in der Mannschaftswertung mit dem 3. Platz begnügen. Es war das schlechteste Ergebnis seit 1956. Bester Einzelfahrer der DDR war Neuling Klaus Ampler, der den 7. Platz erreichte. Der Weltmeister von 1960 Bernhard Eckstein musste das Rennen nach der 9. Etappe aufgeben.
Der ohne mannschaftliche Unterstützung fahrende Libanese Aboul-Zahab erreichte das Ziel in Warschau als 41. mit einem Rückstand von einer Stunde zum Spitzenreiter.
| Etappe | Start – Ziel                          | Etappensieger                         | Etappen- länge | Zeit (h) |
| 01.    | Rund um Berlin                        | Anatoli Tscherepowitsch (Sowjetunion) | 116 km         | 2:38:06  |
| 02.    | Berlin – Leipzig                      | Anatoli Tscherepowitsch (Sowjetunion) | 209 km         | 5:17:04  |
| 03.    | Leipzig – Erfurt                      | Alexej Petrow (Sowjetunion)           | 192 km         | 5:16:36  |
| 04.    | Erfurt – Karl-Marx-Stadt              | Henk Nijdam (Niederlande)             | 204 km         | 5:15:06  |
| 05.    | Karl-Marx-Stadt – Karlsbad            | Alexej Petrow (Sowjetunion)           | 123 km         | 3:27:22  |
| 06.    | Karlsbad – Prag                       | Christian Paillier (Frankreich)       | 172 km         | 4:13:33  |
| 07.    | Prag – Brünn                          | Stanisław Gazda (Polen)               | 220 km         | 6:09:12  |
| 08.    | Brünn – Gottwaldov                    | Gainan Saidchushin (Sowjetunion)      | 137 km         | 3:17:25  |
| 09.    | Gottwaldov – Ostrava                  | Roger de Breuker (Belgien)            | 184 km         | 4:28:44  |
| 10.    | Ostrava – Opole                       | Ferdinand Bracke (Belgien)            | 188 km         | 4:20:46  |
| 11.    | Opole – Breslau Mannschaftszeitfahren | Sowjetunion                           | 100 km         | 2:59:50  |
| 12.    | Breslau – Posen                       | Alexej Petrow (Sowjetunion)           | 178 km         | 4:37:38  |
| 13.    | Posen – Bydgoszcz                     | Alexej Petrow (Sowjetunion)           | 140 km         | 3:20:23  |
| 14.    | Bydgoszcz – Warschau                  | Alexej Petrow (Sowjetunion)           | 250 km         | 6:18:57  |

## Endresultate
| Einzelwertung | Einzelwertung                                | Einzelwertung | Einzelwertung |
| ------------- | -------------------------------------------- | ------------- | ------------- |
|               | Fahrer                                       | Mannschaft    | Zeit (h)      |
| 01.           | Gainan Saidchushin                           | Sowjetunion   | 58:58:04      |
| 02.           | Juri Melichow                                | Sowjetunion   | 59:00:32      |
| 03.           | Stanislaw Gazda                              | Polen         | 59:04:53      |
| 04.           | Roger de Breuker                             | Belgien       | 59:09:50      |
| 05.           | Alexej Petrow                                | Sowjetunion   | 59:10:20      |
| 06.           | Gabriel Moiceanu                             | Rumänien      | 59:11:30      |
| 07.           | Klaus Ampler                                 | DDR           | 59:11:44      |
| 08.           | Viktor Kapitonow                             | Sowjetunion   | 59:12:52      |
| 09.           | Hans Scheibner                               | DDR           | 59:13:59      |
| 10.           | Anatoli Tscherepowitsch                      | Sowjetunion   | 59:15:48      |
| 11.           | Jaap de Waard                                | Niederlande   | 59:16:06      |
| 12.           | Janos Juszko                                 | Ungarn        | 59:16:39      |
| …             |                                              |               |               |
| 17.           | Dieter Wiedemann                             | DDR           | 59:22:35      |
| 34.           | Lothar Höhne                                 | DDR           | 59:48:20      |
| 38.           | Klaus Kellermann                             | DDR           | 59:51:37      |
| …             |                                              |               |               |
| 80.           | Mohamed Ibrahim                              | VAR           | 75:49:28      |
|               | u. a. ausgeschieden: Bernhard Eckstein (DDR) |               |               |

| Mannschaftswertung | Mannschaftswertung                                   | Mannschaftswertung | Mannschaftswertung |
| ------------------ | ---------------------------------------------------- | ------------------ | ------------------ |
|                    | Mannschaft                                           | Zeit               |                    |
| 01.                | Sowjetunion                                          | 180:07:19 h        |                    |
| 02.                | Polen                                                | + 19:46 min        |                    |
| 03.                | DDR                                                  | + 35:14 min        |                    |
| 04.                | Ungarn                                               | + 48:24 min        |                    |
| 05.                | Belgien                                              | + 1:08:24 h        |                    |
| 06.                | Rumänien                                             | + 1:12:15 h        |                    |
| 07.                | Tschechoslowakei                                     | + 1:51:19 h        |                    |
| 08.                | Frankreich                                           | + 1:51:51 h        |                    |
| 09.                | Bulgarien                                            | + 2:03:12 h        |                    |
| 10.                | Großbritannien                                       | + 2:22:50          |                    |
| 11.                | Österreich                                           | + 2:38:20 h        |                    |
| 12.                | Jugoslawien                                          | + 3:27:27 h        |                    |
| 13.                | Dänemark                                             | + 5:23:55 h        |                    |
| 14.                | Marokko                                              | + 6:53:42 h        |                    |
| 15.                | Finnland                                             | + 10:46:22 h       |                    |
| 16.                | Norwegen                                             | + 23:24:35 h       |                    |
|                    | ausgeschieden: Ägypten Niederlande Schweden Tunesien |                    |                    |